# Sealen (tandheelkunde)
Sealen (afgeleid van het Engelse "to seal", wat voor "afdekken" of "verzegelen" staat) is in de tandheelkunde een preventieve behandeling waarbij op een kies in de groeven van het kauwvlak een laagje plastic (ook wel een “sealing”, “sealant” of “seal” genoemd) wordt aangebracht met als doel de kies te beschermen tegen het ontstaan gaatjes. Een sealing is wit van kleur en daarom wel zichtbaar, maar niet opvallend.

## Reden
Sealen wordt gedaan omdat in de groeven van de kiezen bacteriën zich makkelijk kunnen ophopen terwijl het lastig is om die groeven schoon te poetsen omdat de haren van een tandenborstel er niet goed bij kunnen. Deze behandeling wordt vooral toegepast bij kinderen omdat sealen het meest effectief is wanneer de kiezen net zijn doorgekomen, dat wil zeggen op de leeftijd van rond de 6 jaar voor de eerste molaren en op de leeftijd van rond de 13 jaar voor de tweede molaren. Soms worden naast de molaren ook de premolaren geseald. Sealen gebeurt in principe alleen als de groeven zo diep zijn dat de tandarts van mening is dat de kans op het ontstaan van gaatjes groot is en een sealing daarom zin heeft.

## Behandeling
Het sealen van kiezen is een volledig pijnloze behandeling en duurt enkele minuten per kies. Nadat de kies is schoongemaakt en gedroogd wordt een zuur middel op de kies aangebracht. Het zuur maakt het kiesoppervlak ruw waardoor het sealmateriaal goed kan hechten. Na nogmaals spoelen en drogen wordt met een kwastje het sealmateriaal aangebracht in de groeven van de kies. Dit materiaal wordt vervolgens met ultraviolet licht gehard. Gedurende de behandeling wordt met een wattenrol of een rubberen lap voorkomen dat de kies contact krijgt met speeksel. Na afloop van de behandeling blijft er soms nog even een vieze, zure smaak achter in de mond en kan de kies tijdelijk wat anders aanvoelen tijdens het bijten.

## Resultaat
Een sealing blijft indien goed aangebracht en er niet op harde dingen wordt gekauwd, over het algemeen 2 tot 10 jaar zitten, maar vaak ook veel langer. Wanneer de sealing beschadigd of versleten is, kan de kies, indien er geen gaatjes in zijn ontstaan, opnieuw geseald worden. Onderzoek in diverse landen heeft aangetoond dat het sealen van een kies de kans op gaatjes aanzienlijk verkleint zolang de kies geseald blijft en er goed gepoetst wordt.